# Михаил Люцканов
Михаил Люцканов е български оперен певец, баритон.

## Биография
Той е роден през 1900 година в София и учи в Софийското музикално училище при Иван Вулпе. От 1927 до 1929 година е в Рим, където учи при Еторе Борукия. След завръщането си в България работи в Софийската опера, където остава до края на кариерата си през 1961 година. Има син – Михаил Михайлов Люцканов, който е известен тонрежисьор и преподавател в НМА.